# Jonas Rutsch
Jonas Rutsch (Erbach, 24 gennaio 1998) è un ciclista su strada tedesco che corre per il team Intermarché-Wanty; è professionista dal 2020. Nel 2025 è riuscito a terminare al 6° posto la Parigi-Roubaix.

## Palmarès

### Strada
- 2018 (Lotto-Kern Haus, una vittoria)

Rund um Düren
- 2019 (Lotto-Kern Haus, una vittoria)

Kattekoers

#### Altri successi
- 2017 (Lotto-Kern Haus)

Campionati tedeschi, Cronometro a squadre
- 2019 (Lotto-Kern Haus)

Classifica giovani International Tour of Rhodes
Altmühltaler Straßenpreis
Sauerlandrundfahrt
Classifica generale Müller Die lila Logistik Rad-Bundesliga

## Piazzamenti

### Grandi Giri
- Tour de France

2021: 55º
2022: 93º
2025: 128º

### Classiche monumento
- Milano-Sanremo

2022: 87º
2023: 126º
2024: 92º
2025: 38º
- Giro delle Fiandre

2020: 91º
2021: ritirato
2022: 89º
2023: 29º
2024: 35°
2025: 33º
- Parigi-Roubaix

2021: 11º
2022: 74º
2023: 33º
2024: ritirato
2025: 6º

### Competizioni mondiali
- Campionati del mondo

Doha 2016 - In linea Junior: 61º
Innsbruck 2018 - Cronosquadre: 20º
Innsbruck 2018 - In linea Under-23: ritirato
Yorkshire 2019 - In linea Under-23: 15º
Glasgow 2023 - In linea Elite: 41°

### Competizioni europee
- Campionati europei

Tartu 2015 - Cronometro Junior: 60º
Tartu 2015 - In linea Junior: 44º
Herning 2017 - In linea Under-23: ritirato
Trento 2021 - In linea Elite: ritirato
Limburgo 2024 - In linea Elite: 33°